# Nemophila
Nemophila es un género de plantas con flores perteneciente a la familia Hydrophyllaceae.
La mayoría contiene la frase "ojos de bebé" en sus nombres comunes. Las especies Nemophila son nativas del oeste de Estados Unidos, aunque existen algunas especies en Canadá y México.
Nemophila son muy apreciadas como plantas ornamentales.
Todas las especies son plantas anuales. Sus flores de color púrpura, azul o blanco manchado, tienen cinco pétalos en forma de campana o platillo. Los estambres están incluidos y sólo hay un compartimento del ovario. Las hojas son simples, opuestas o alternas y pinnadas o lobuladas. La fruta es melenuda.

## Taxonomía
El género fue descrito por Thomas Nuttall y publicado en Journal of the Academy of Natural Sciences of Philadelphia 2(1): 179–181. 1822. La especie tipo es: Nemophila phacelioides
Etimología
Nemophila: nombre genérico que significa "amante de las arboledas". Viene del griego nemos que significa arboleda y philia que significa amor.

## Especies
- Nemophila aphylla
- Nemophila breviflora
- Nemophila heterophylla
- Nemophila kirtleyi
- Nemophila maculata
- Nemophila menziesii
- Nemophila parviflora
- Nemophila pedunculata
- Nemophila phacelioides
- Nemophila pulchella
- Nemophila spatulata